# Liste der Mitglieder des ersten Landtages von Württemberg-Baden
Der erste Landtag des Landes Württemberg-Baden wurde am 24. November 1946 zeitgleich mit der Volksabstimmung über die Verfassung des Landes gewählt. Die erste Plenarsitzung fand am 10. Dezember 1946, die letzte am 15. November 1950 statt.

## Präsidium
Präsident war vom 10. Dezember 1946 bis zum 20. Dezember 1946 Wilhelm Simpfendörfer (CDU) und danach ab 15. Januar 1947 Wilhelm Keil (SPD). Vizepräsidenten waren Gustav Zimmermann (SPD) und Henry Bernhard (DVP). Nach dem Tod von Gustav Zimmermann am 1. August 1949 wählte der Landtag am 3. November 1949 Henry Bernhard (DVP) zum Ersten Vizepräsidenten und Friedrich Töpper (SPD) zum Zweiten Vizepräsidenten.

## Sitzverteilung
| Partei | Sitze    |
| ------ | -------- |
| CDU    | 39 Sitze |
| SPD    | 32 Sitze |
| DVP    | 19 Sitze |
| KPD    | 10 Sitze |

## Mitglieder

### A
- Josef Andre, CDU, ausgeschieden am 15. März 1950 (Nachfolger: Wilhelm Heibel)
- Kurt Angstmann, SPD

### B
- Paul Bausch, CDU
- Adolf Bauser, CDU, ausgeschieden am 16. November 1948 (Nachfolger: Josef Eisele)
- Henry Bernhard, DVP
- Franz Bläsi, CDU, eingetreten am 23. Februar 1949 als Nachfolger für Heinrich Köhler
- Willy Boepple, KPD, ausgeschieden am 7. April 1948 (Nachfolger: Robert Klausmann)
- Johann Peter Brandenburg, DVP
- Gotthold Brendle, CDU
- Wilhelm Brück, CDU
- Albert Buchmann, KPD

### C
- Fritz Cahn-Garnier, SPD, Mandat niedergelegt am 3. November 1947 (Nachfolger: Fritz Helmstädter)
- Juliane von Campenhausen, CDU

### D
- Karl Dippon, CDU
- Jakob Dörr, CDU

### E
- Fritz Eberhard, SPD, Mandat niedergelegt am 22. September 1949 (Nachfolger: Wilhelm Müller)
- Karl Ebert, SPD
- Josef Eisele, CDU, eingetreten am 20. Januar 1949 als Nachfolger für Adolf Bauser
- Joseph Ersing, CDU

### F
- Georg Fischer, SPD
- Wilhelm Fischer, CDU, eingetreten am 30. August 1949 als Nachfolger für Otto Vatter
- Maria Friedemann, CDU, Mandat niedergelegt am 1. Februar 1949 (Nachfolger: Paul Kaufmann)
- Gertrud Frühschütz, KPD

### G
- Valentin Gaa, eingetreten am 20. Oktober 1948 als Nachfolger für Josef Harter
- Carl Hermann Gaiser, DVP
- Rudolf Gehring, SPD
- Hermann Greiner, SPD

### H
- Anna Haag, SPD
- Wilhelm Haag, CDU
- Otto Halbich, CDU
- Hans Häring, CDU
- Gregor Harsch, CDU, eingetreten am 2. März 1949 als Nachfolger für Felix Walter
- Christian Härle, SPD, verstorben am 8. November 1950 (kein Nachfolger mehr bestellt)
- Josef Harter, CDU, verstorben am 15. September 1948 (Nachfolger: Valentin Gaa)
- Anna Hartnagel, DVP, eingetreten am 13. Oktober 1949 als Nachfolgerin für Theodor Heuss
- Wolfgang Haußmann, DVP
- Wilhelm Heibel, CDU, eingetreten am 26. April 1950 als Nachfolger für Josef Andre
- Karl Helffenstein, DVP, eingetreten am 12. Oktober 1949 als Nachfolger für Robert Margulies
- Gustav Heller, SPD, eingetreten am 23. November 1949 als Nachfolger für Hermann Veit
- Fritz Helmstädter, SPD, eingetreten am 7. November 1947 als Nachfolger für Fritz Cahn-Garnier
- Friedrich Herrmann, DVP
- Karl Hettich, SPD
- Fridolin Heurich, CDU
- Theodor Heuss, DVP, Mandat niedergelegt am 16. September 1949 (Nachfolgerin: Anna Hartnagel)
- Elly Heuss-Knapp, DVP, Mandat niedergelegt am 19. September 1949 (Nachfolger: Hermann Specht)
- Paul Hofstetter, SPD, eingetreten am 12. Oktober 1949 als Nachfolger für Willi Lausen
- Ernst Hornung, SPD
- Franz Hund, SPD

### K
- Gottlob Kamm, SPD
- Paul Kaufmann, CDU, eingetreten am 10. Februar 1949 als Nachfolger für Maria Friedemann
- Erich Kaufmann-Bühler, CDU
- Wilhelm Keil, SPD
- Hermann Kessler, DVP
- Karl Kienle, SPD
- Robert Klausmann, KPD, eingetreten am 21. April 1948 als Nachfolger für Willy Boepple
- Johann Klein, CDU
- Wilhelm Kleinknecht, SPD
- Hermann Kling, CDU
- Hermann Knorr, SPD
- Heinrich Köhler, CDU, verstorben am 6. Februar 1949 (Nachfolger: Franz Bläsi)
- Rudolf Kohl, KPD, Mandat niedergelegt am 15. März 1950 (Nachfolger: Erich Leucht)
- Karl Konz, SPD
- Gottlob Kopp, DVP
- Theodor Kreutel, SPD, eingetreten am 4. Oktober 1950 als Nachfolger für Albert Wolf
- Adolf Kühn, CDU
- Siegfried Kühn, CDU, Mandat niedergelegt am 10. September 1947 (Nachfolger: Bernhard Müller)
- August Kuhn, CDU

### L
- Hermann Lang, CDU
- Anette Langendorf, KPD, eingetreten am 1. Oktober 1947 als Nachfolger für Jakob Ritter
- Willi Lausen, SPD, eingetreten am 1. August 1947 als Nachfolger für Erwin Schoettle, Mandat niedergelegt am 10. September 1949 (Nachfolger: Paul Hofstetter)
- Robert Leibbrand, KPD
- Gottfried Leonhard, CDU
- Erich Leucht, KPD, eingetreten am 10. Mai 1950 als Nachfolger für Rudolf Kohl

### M
- Reinhold Maier, DVP
- Robert Margulies, DVP, Mandat niedergelegt am 14. September 1949 (Nachfolger: Karl Helffenstein)
- Emil Martin, SPD
- Lena Maurer, SPD, eingetreten am 30. August 1949 als Nachfolgerin für Gustav Zimmermann
- Emil Möhrlin, CDU
- Alex Möller, SPD
- Bernhard Müller, CDU, eingetreten am 15. Oktober 1947 als Nachfolger für Siegfried Kühn
- Wilhelm Müller, SPD, eingetreten am 2. November 1949 als Nachfolger Fritz Eberhard

### N
- Erich Nies, SPD
- Hermann Nuding, KPD

### O
- Eugen Orgeldinger, DVP

### P
- Albert Pflüger, SPD
- Rudolf Pöhler, SPD, Mandat niedergelegt am 4. Februar 1948 (Nachfolger: Albert Wolf)

### R
- Maria Raiser, CDU
- Wilhelm Rath, DVP, Mandat niedergelegt am 12. Oktober 1949 (Nachfolger: Wilhelm Wachter)
- Jakob Ritter, KPD, Mandat niedergelegt am 19. August 1947 (Nachfolgerin: Anette Langendorf)
- Hans Rueß, KPD
- Jakob Ruppert, CDU

### S
- Fritz Salm, KPD, eingetreten am 27. Oktober 1948 als Nachfolger für Paul Schreck
- Carl Schaefer, DVP
- Julius Schätzle, KPD
- Adolf Scheffbuch, CDU
- Peter Schilpp, CDU
- Hanns Schloß, DVP
- Franziska Schmidt, SPD
- Erhard Schneckenburger, SPD
- Hermann Schneider, DVP
- Erwin Schoettle, SPD, Mandat niedergelegt am 10. Juli 1947 (Nachfolger: Willi Lausen)
- Paul Schreck, KPD, gestorben am 10. September 1948 (Nachfolger: Fritz Salm)
- Karl Schröppel, CDU
- Anton Schwan, CDU
- Wilhelm Simpfendörfer, CDU
- Hermann Specht, DVP, eingetreten am 12. Oktober 1949 als Nachfolger für Elly Heuss-Knapp
- Otto Steinmayer, SPD
- Heinrich Stooß, CDU
- Friedrich Streckfuß, CDU

### T
- Konrad Theiss, CDU
- Friedrich Töpper, SPD

### U
- Fritz Ulrich, SPD

### V
- Otto Vatter, CDU, Mandat niedergelegt am 3. August 1949 (Nachfolger: Wilhelm Fischer)
- Hermann Veit, SPD, Mandat niedergelegt am 17. November 1949 (Nachfolger: Gustav Heller)
- Wilhelm Vogelmann, DVP
- Karl Vogt, CDU

### W
- Wilhelm Wachter, DVP, eingetreten am 19. Oktober 1949 als Nachfolger für Wilhelm Rath
- Oskar Wacker, CDU
- Felix Walter, CDU, gestorben am 17. Februar 1949 (Nachfolger: Gregor Harsch)
- Johannes Weißer, SPD
- Franz Wiedemeier, CDU
- Hermann Wild, DVP
- Albert Wolf, SPD, eingetreten am 18. Februar 1948 als Nachfolger für Rudolf Pöhler, Mandat niedergelegt am 22. September 1950 (Nachfolger: Theodor Kreutel)

### Z
- Gustav Zimmermann, SPD, gestorben am 1. August 1949 (Nachfolgerin: Lena Maurer)